# Emma Saïd Ben Mohamed
Emma Saïd Ben Mohamed (Soissons, 10 de diciembre de 1876-París, 18 de julio de 1930) fue una artista circense y cantante francesa. Era la abuela materna de Édith Piaf.

## Trayectoria
Nació el 10 de diciembre de 1876 en el coche de sus padres, que estaba estacionado en la Rue de la Paix en Soissons. Su padre, Saïd Ben Mohamed era un acróbata cabila argelino que había nacido en 1827 en Esauira. Su madre, Margherita o Marguerite (de soltera Bracco), que también era acróbata, había nacido en 1830 en Murazzano. Se casaron el 4 de febrero de 1853 en Poitiers. Dos de las hermanas de Margherita, Anna y Maria Elisabetta, se casaron con artistas de circo también de origen marroquí.
En 1894, Emma se casó con el artista circense Auguste Eugène Maillard, a quien conoció mientras ambos estaban de gira por Italia, donde presentó un número de circo de pulgas. Su nombre artístico era Aïcha. En 1895 nació en Livorno su hija, Annetta Giovanna, que se convirtió más tarde en cantante de cabaré bajo el nombre artístico de Line Marsa.
En los años 1910, Emma Saïd vivía en el 91 de la calle Rébeval en el distrito XIX, a la altura de Belleville en París. Se quedó viuda en 1912. En 1915, nació su nieta Édith Giovanna Gassion, que más tarde fue conocida como Édith Piaf. Esta le fue confiada siendo una bebé en 1915 por su madre, Annetta. Durante el bautismo de Édith en la iglesia de Saint-Jean-Baptiste de Belleville, en 1917, Emma fue su madrina.
Emma Saïd fue a menudo descrita como una alcohólica que no quiso cuidar a la niña, dejándola en el suelo, ignorando el agua y la  higiene. Sus botellas, según la leyenda, estaban elaboradas con vino tinto, lo que algunos biógrafos cuestionan. Édith permaneció alrededor de 18 meses en la casa de su abuela materna antes de ser confiada a su abuela paterna, propietaria de un burdel en Normandía.
Emma Saïd se volvió a casar en 1923 con un peluquero, Adolphe Louis Cornu. A principios de la década de 1920, perdió la capacidad de cantar y se convirtió en limpiadora.
Murió en julio de 1930, a los 53 años, de tuberculosis. 

## En la cultura popular
Según Arletty, en La Danse mauresque, uno de los paneles de la Décor de la baraque de la Goulue de Toulouse-Lautrec, Emma Saïd podría ser la bailarina morisca sentada a la derecha, detrás de su amiga La Goulue.
Emma fue interpretada por Farida Amrouche en la película biográfica del director Olivier Dahan, La vida en rosa.